# ジョヴァンニ・パスクアーレ
ジョヴァンニ・パスクアーレ（Giovanni Pasquale, 1982年1月5日- ）は、イタリア・ヴェナリーア・レアーレ出身のサッカー選手、サッカー指導者。ポジションはDFで、左サイドバックを主に務める。豊富な運動量で攻守に奮闘するプレーヤー。

## 経歴
インテル・ミラノのユースに所属し、2002年から2004年にかけてU-21イタリア代表に選出されていた。フランチェスコ・ココの怪我に伴い、1年目からレギュラーとして活躍。オバフェミ・マルティンス、ニコラ・ベルティと共に期待の新人として高い評価を受けていた。しかしロベルト・マンチーニ監督が就任すると、SSラツィオから加入したジュゼッペ・ファヴァッリがファーストチョイスとなり、出場機会を求めてACシエーナやパルマFCへのレンタル移籍を経験した。
2006年からココとの交換トレードでASリヴォルノ・カルチョへ移籍する。クラブの降格に伴い、ウディネーゼ・カルチョに移籍。ウディネーゼでは左サイドバック及びウイングバックのレギュラーとして、リーグ戦15位に低迷した2009-10シーズン以外のチームの上位進出に貢献した。2010-11シーズン以降はパブロ・アルメロの控えに回ったが、アルメロが攻撃的MFに回る場合はパスクアーレがレギュラーとしてプレーした。
2013年8月、アンドレア・ドッセーナの獲得に失敗した左ウイングバックのレギュラー候補としてトリノFCにレンタル移籍。
2017年7月18日、ASDヴェナリーア・レアーレに加入。同年12月18日には選手兼任でクラブの指揮官に就任した。

## タイトル
インテル
- トルネオ・ディ・ヴィアレッジョ : 2002
- カンピオナート・プリマヴェーラ : 2001-02